# Caravanas de migrantes centroamericanos rumbo a Estados Unidos
Las caravanas de migrantes centroamericanos rumbo a Estados Unidos o simplemente caravanas migrantes,es una serie de éxodos iniciados en octubre de 2018, con el objetivo principal de ingresar a ese país en busca de mejores condiciones de vida. El primero de ellos fue iniciado por unos mil hondureños el 13 de octubre de 2018, quienes partieron de San Pedro Sula, Honduras, algunos con el objetivo de llegar a México para pedir asilo,  empujados por la pobreza y violencia en su país de origen. Le siguió una segunda caravana de casi mil hondureños, que partió de Esquipulas, Guatemala, el 21 de octubre y otras tres caravanas conformadas por salvadoreños, que partieron desde El Salvador los días posteriores. Desde entonces, esta modalidad de migración se ha vuelto frecuente en la región centroamericana.
La primera caravana fue criticada, desde su inicio, por el gobierno estadounidense, especialmente por el presidente Donald Trump, mientras que el gobierno de México pidió apoyo a la Organización de las Naciones Unidas (ONU) para atender a los migrantes.

## Contexto y antecedentes
En años anteriores, la migración irregular centroamericana se volvió el centro de atención de las políticas públicas entre los países del “triángulo norte": Guatemala, El Salvador y Honduras; debido al aumento dramático de la cantidad de niños no acompañados y familias  que huían de los altos índices de pobreza y violencia en la región. En 2017, la Comisión Mexicana de Ayuda a los Refugiados (Comar) registró 4.272 solicitudes de refugio por parte de migrantes hondureños, de los cuales solo 378 recibieron asilo y 1.960 aún estaban en trámite en 2018.
En meses anteriores, se había realizado también una caravana denominada Viacrucis del Migrante que, a diferencia de estas, buscaba llamar la atención sobre el fenómeno migratorio.

## Primera caravana

### Periplo

Ruta general seguida por el grueso de los migrantes
Véase la ruta en Google Maps: de San Pedro Sula a Ciudad de México Ciudad de México a Tijuana.

#### Honduras
El viernes 12 de octubre de 2018 un contingente de migrantes se reunió en la terminal de autobuses de San Pedro Sula, la segunda ciudad más importante de Honduras. Al día siguiente, sábado 13 de octubre, iniciaron una marcha a través de Guatemala con rumbo a Tapachula, en Chiapas, México. Algunos pedirían asilo en calidad de refugiados y otros seguirían con rumbo a los Estados Unidos. «Esperamos que la gente vaya, se registre, que se les dé un documento para permanecer legal en México; y como dice el derecho internacional, darles refugio», dijo Bartolo Fuentes, excongresista hondureño y uno de los coordinadores de la marcha. También declaró que el objetivo de la caravana era migrar en grupo para apoyarse mutuamente y evitar las dificultades del viaje.
Inicialmente, la caravana iba a estar compuesta por 160 personas, pero, en el punto de partida, se fueron congregando más personas de todo el país interesadas en participar. Partieron alrededor de mil migrantes, portando solo recursos básicos. La caravana llegó ese día a Santa Rosa de Copán y, al día siguiente, a la frontera en Ocotepeque, ahora con mayor cantidad de personas.

#### Guatemala

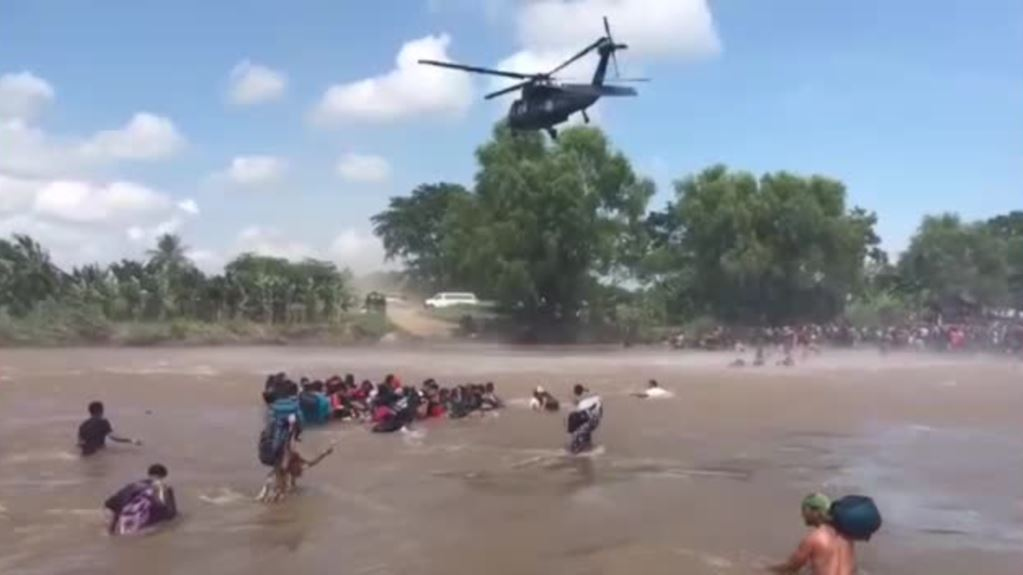
Migrantes intentando cruzar la frontera entre Guatemala y México.

Tras cruzar la frontera con Guatemala y dormir en la ciudad de Esquipulas, los migrantes retomaron su rumbo el martes 16 de octubre. Ese día, Bartolo Fuentes fue detenido por su ingreso irregular al país. Los días posteriores la caravana creció y se dividió en varios contingentes, de acuerdo a la velocidad de avance de cada grupo, que atravesaron el país rumbo a la fronteriza Ciudad Tecún Umán (departamento de San Marcos). La gran cantidad de migrantes colapsó la capacidad de recepción en los albergues de La Casa del Migrante de Ciudad Tecún Umán y de Ciudad de Guatemala, donde el jefe del albergue estimó que recibió a más de cinco mil personas.
El miércoles 16 de octubre, el gobierno mexicano advirtió a los integrantes de la caravana que si ingresaban al territorio nacional «de manera irregular», serían detenidos y retornados a su país de origen. Al día siguiente, desplegó a 244 policías federales para reforzar la frontera en Tapachula, Chiapas, México.

#### México

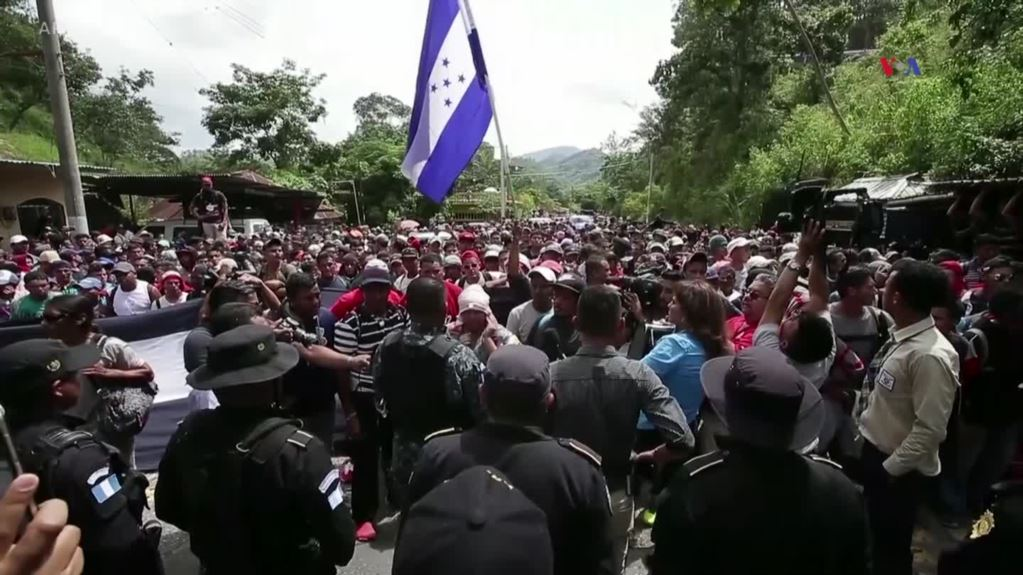
Hondureños retenidos por la Policía Nacional de Guatemala en su intento por seguir avanzando rumbo a México.

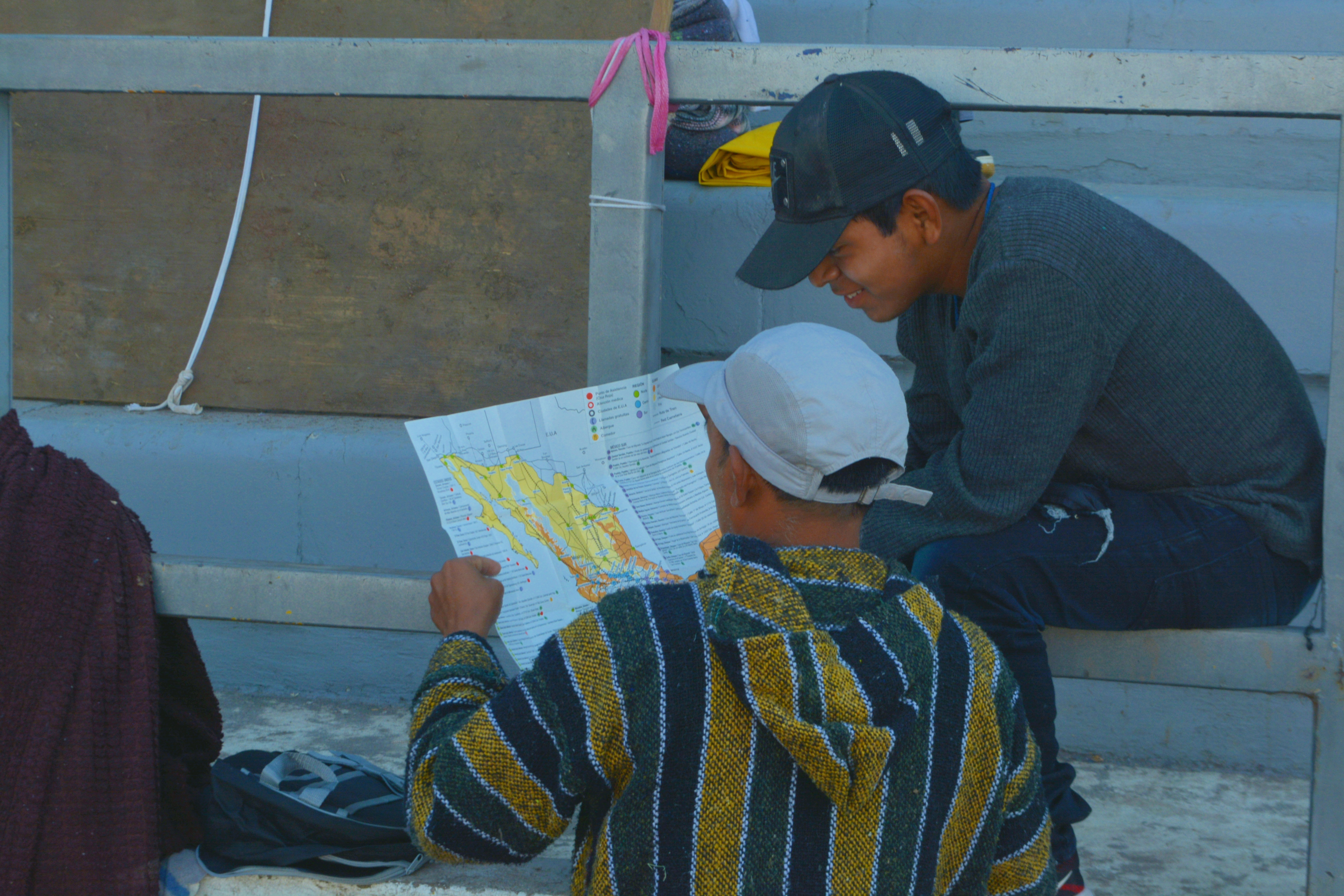
Dos migrantes revisando un mapa en el albergue temporal de la Ciudad Deportiva de la Ciudad de México.

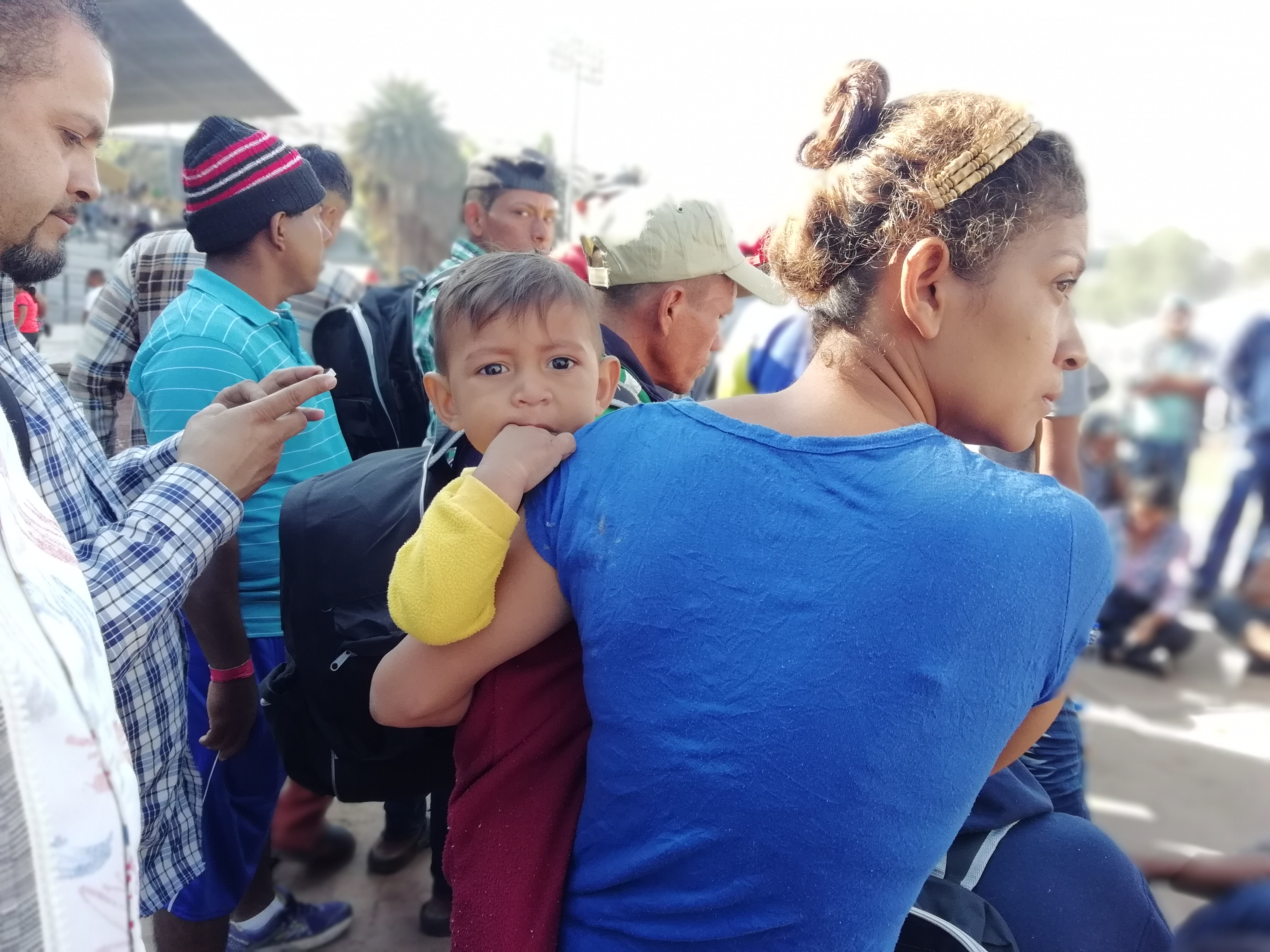
Familia migrante en el albergue temporal de la Magdalena Mixhuca, Ciudad de México.

El 19 de octubre, el secretario de Relaciones Exteriores de México informó que podían ingresar al país, siempre y cuando tuvieran visa vigente, la cual debían tramitar desde Honduras. Ese mismo día, la avanzada de la caravana migrante, conformada por cerca de 3.000 personas, que incluía a mujeres embarazadas y niños, rompió el cerco en la frontera de Guatemala para caminar rumbo a Tapachula, Chiapas, México, por el puente internacional. Sin embargo, fueron bloqueados por un destacamento de la policía federal y se produjo un breve enfrentamiento. Ante esto los migrantes realizaron filas para ingresar ordenadamente y solicitar asilo; sin embargo, varios cruzaron caminando o nadando por el río Suchiate.
En un anuncio conjunto, los presidentes de Guatemala y Honduras, el 20 de octubre, informaron que, de acuerdo a sus fuentes, habían regresado aproximadamente dos mil migrantes a sus lugares de origen. También reprocharon el acto violento para ingresar a México y pusieron en marcha un plan conjunto para asegurar el retorno seguro de los migrantes. Ese mismo día, el embajador de México en Guatemala informó que habían dejado pasar a mujeres y niños en la frontera, los cuales serían registrados para pasar la noche en la estación migratoria.
Al inicio de  la madrugada del 21 de octubre, el grupo de la caravana migrante que ya había logrado cruzar reinició su marcha desde Ciudad Hidalgo a Tapachula, donde los primeros llegaron seis horas después. En su recorrido fueron acompañados y asistidos por autoridades mexicanas. El 22 de octubre se reportó el retorno de 3.400 migrantes a Honduras y la participación de 7.233 personas en la caravana, según el refugio para migrantes del municipio de Suchiate.
El viernes 26 de octubre, el presidente de México Enrique Peña Nieto informó al público del plan Estás en tu casa para brindar trabajo temporal, educación y asistencia médica a los migrantes, con la condición que iniciaran un trámite de refugio y se mantuvieran en los Estados de Oaxaca y Chiapas. Al día siguiente, la caravana migrante ya se encontraba partiendo de Arriaga (Chiapas). El 28 de octubre, la caravana llegó a San Pedro Tapanatepec (Oaxaca), en donde la Gendarmería e Instituto Nacional de Migración (INM) cerró el paso en los límites de Chiapas y Oaxaca; después de casi tres horas de negociación, se abrió el paso. Los días posteriores la caravana se movilizó por las ciudades oaxaqueñas de Santiago Niltepec, y Juchitán de Zaragoza, donde se quedaron dos días.
El contingente partió a Matías Romero (Oaxaca), llegando allí el 2 de noviembre. Ese mismo día el gobernador de Veracruz, Miguel Ángel Yunes Linares ofreció ayuda para trasladarlos a la Ciudad de México en autobuses, pero después les pidió quedarse, ante el desabastecimiento de agua en la Ciudad de México. El 3 de noviembre llegaron a Sayula de Alemán y Acayucan (Veracruz).
La caravana migrante llegó a Isla (Veracruz), en donde se dividieron en tres grupos, llegando a diferentes destinos el 4 de noviembre. El primer grupo de alrededor de 400 migrantes partió a la Ciudad de México en camiones de carga y se instalaron en el estadio Jesús Martínez “Palillo” de la Ciudad Deportiva Magdalena Mixhuca. Un segundo grupo de entre 2.000 y 3.000 personas partió a Puebla de Zaragoza a pie o a bordo de tráileres y camiones de carga; en la ciudad se habilitaron tres albergues. El tercer grupo de aproximadamente 4.000 migrantes se movilizó a Córdoba (Veracruz).
El 5 de noviembre los grupos que se encontraba en Puebla de Zaragoza y Córdoba partieron rumbo a la Ciudad de México, llegando el 6 de noviembre, donde permanecieron en la Ciudad Deportiva Magdalena Mixhuca. La Comisión de Derechos Humanos de la capital informó que 86 % de los miembros de la caravana eran hondureños y el resto de Guatemala, Nicaragua y El Salvador. La caravana migrante se volvió a dividir: un grupo partió el 9 y otro el 10 de noviembre. Ambos pasaron por Tepeji del Río de Ocampo (Hidalgo) y San Juan del Río (Querétaro) para llegar a Santiago de Querétaro. Allí cerca de 6.000 migrantes se instalaron en el albergue dispuesto en el Estadio Corregidora. Desde este punto, grupos menores de migrantes decidieron pasar por San Luis Potosí, Nuevo León, Coahuila, o Tamaulipas para acercarse a la frontera por el lado de Nuevo Laredo.
La mayor parte de la caravana migrante partió rumbo a Irapuato (Guanajuato), llegando entre el 11 y 12 de noviembre; para después partir rumbo a Guadalajara (Estado de Jalisco), donde pasaron la noche del 12 y 13 de noviembre. También el 12 de noviembre un primer grupo de 75 personas llegó Tijuana, la mayoría integrantes de la comunidad LGBT, y el 13 de noviembre un segundo grupo de 350 personas también llegó a la ciudad; ambos grupos se adelantaron al contingente principal. El gobierno de Jalisco dispuso buses para los miembros del grueso de la caravana, quienes fueron llevados a Ixtlán del Río (Nayarit), y de allí al municipio de Escuinapa (Sinaloa), llegando la noche del 14 de noviembre. Desde allí tomaron otros autobuses que condujeron toda la noche hasta Navojoa (Sonora), para finalmente llegar a Tijuana (Baja California) el 16 de noviembre. Los días posteriores el resto de la caravana continuó agrupándose en Tijuana, llenando el albergue Benito Juárez con hasta 5 mil personas.
La mañana del domingo 25 de noviembre, un centenar de migrantes que se manifestaba cerca del albergue intentó cruzar la frontera, pero a la mayoría le fue impedido hacerlo con gases lacrimógenos y presuntamente balas de goma. Esto provocó el cierre del punto fronterizo de San Ysidro por 4 horas. En el disturbio, agentes mexicanos atraparon a 98 migrantes para ser deportados y la Patrulla Fronteriza de los Estados Unidos arrestó a 42. El fallido intento de cruzar la frontera desmotivó a muchos migrantes, quienes se quedaron en México u optaron por regresar a sus países. El domingo 30 se informó que los migrantes fueron trasladados a un nuevo albergue improvisado, a 15 km de la frontera, debido a las fuertes lluvias y bajas temperaturas que golpearon Tijuana y que agravaron la salud de los migrantes. Según cifras oficiales, 2.000 migrantes se instalaron en el nuevo albergue y otros 500 se quedaron viviendo en la calle, cerca del albergue anterior, mientras que el resto se dispersó. Además unos 2.250 se inscribieron en un programa oficial para conseguir visa humanitaria para residir en México.

### Incidentes
La embajada de Honduras en México reportó que la primera caravana de migrantes tuvo un saldo de 11 hondureños fallecidos: 9 que murieron en el trayecto y 2 adolescentes de entre 16 y 17 años asesinados en Tijuana. Además en octubre de 2018 se aprehendió una cifra récord de 9.740 hondureños indocumentados en México. También se reportó la muerte de dos salvadoreños durante el mes de noviembre, uno debido a problemas de salud y otro tras ser atropellado en Tijuana.

### Reacciones

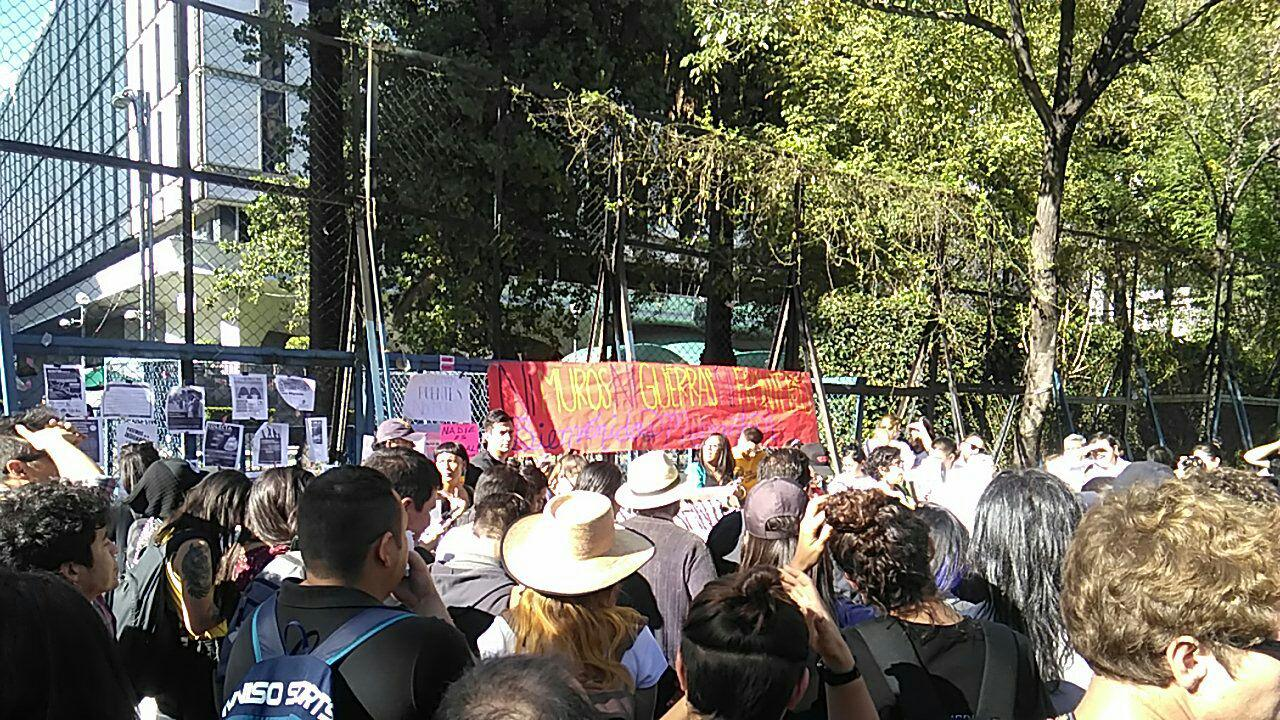
Manifestación a favor de la libre circulación de la caravana en la embajada estadounidense, en Ciudad de México.

- El gobierno hondureño: Desde el inicio de la movilización, instruyó a sus representaciones diplomáticas en Guatemala y Honduras para que brindaran ayuda humanitaria a los migrantes, a la vez que instó a los hondureños a no participar en migraciones irregulares. El gobierno aseguró que los miembros de la caravana fueron engañados con falsas promesas de asilo político[60] y que la misma fue planificada con fines políticos, por una estructura que busca afectar la imagen y gobernabilidad del país.[61][62] Asimismo, el presidente hondureño le aseguró al vicepresidente estadounidense Mike Pence que la caravana estaba siendo financiada por grupos de izquierda hondureños, financiados desde Venezuela, para desafiar la soberanía de Estados Unidos.[63]
- El gobierno estadounidense:
  - El presidente de Estados Unidos, Donald Trump: desde el 16 de octubre Trump amenazó vía Twitter con cortar la ayuda económica a Honduras, El Salvador y Guatemala, si no impedían que sus ciudadanos entraran a Estados Unidos de forma ilegal.[64][65] También culpó, en repetidas ocasiones, a los demócratas de estar detrás de la caravana y dijo que en la misma se encontraban mezcladas personas del Medio Oriente, incluidos miembros de Estado Islámico.[66][67]
  - La Embajada de Estados Unidos en Honduras: emitió un comunicado el 14 de octubre pidiendo a los migrantes no emprender el viaje.[68] Más adelante, su vocera Heide Fulton, instó a quienes participaban en la caravana a regresar a su país, afirmando que estaban siendo engañados por líderes criminales y políticos, advirtiendo que no podrían entrar o permanecer ilegalmente en Estados Unidos.[69][70] Ante el anuncio de una nueva caravana, a principios de enero de 2019, Heide Fulton volvió a advertir sobre los peligros de migrar de esta manera, afirmando que muchos hondureños volvieron arrepentidos de las caravanas anteriores.[71]
- El presidente electo de México, Andrés Manuel López Obrador: prometió dar visas de trabajo para los migrantes hondureños y abogó porque se les garantizaran sus derechos y seguridad y se les brindara apoyo.[72][73]
- El embajador de México en los Estados Unidos, Gerónimo Gutiérrez Fernández, denunció motivos políticos.[74]
- En Tijuana: El domingo 18 de noviembre de 2018, mientras los migrantes de la primera caravana se agrupaba en esa ciudad, cientos de tijuanenses se manifestaron cerca del albergue donde se alojaban, rechazando su presencia y la forma ilegal y violenta en la que había ingresado a México. También un grupo más reducido salió en defensa de los migrantes.[75] Asimismo el alcalde de Tijuana, José Manuel Gastélum, declaró que los migrantes «llegaron en un plan agresivo, grosero, con cánticos, retando a la autoridad».[76]
- Consejo de Derechos Humanos de las Naciones Unidas: El 28 de noviembre un grupo de expertos de la ONU en temas relacionados con derechos humanos emitió un comunicado pidiendo a los países involucrados garantizar los derechos humanos de los migrantes. También expresó su preocupación por la retórica racista y xenofóbica de las autoridades estadounidenses y por algunas de sus prácticas violatorias a los derechos de igualdad y no discriminación. Finalmente, el comunicado  señala que las medidas de cortar la ayuda a los países de origen de los migrantes serían contraproducentes pues solo empeorarían las condiciones de vida de las que los migrantes huyen.[77]

## Segunda caravana
La segunda caravana partió de Esquipulas, Guatemala, el 21 de octubre de 2018, conformada por casi mil hondureños. El domingo 28 de octubre, en el puente internacional fronterizo de Guatemala con México, esta intentó ingresar a la fuerza, pero fue repelida con gas lacrimógeno y balas de goma disparadas desde el lado mexicano por parte de la policía federal, dejando un saldo de múltiples lesionados y un muerto por contusión en la cabeza. Al día siguiente, los migrantes trataron de cruzar el río Suchiate, pero fueron impedidos por un despliegue policial en el lado mexicano, por lo que accedieron a ingresar a través de una aduana migratoria. Los mismos fueron llevados a un albergue y se registraron ante el Instituto Nacional de Migración de México, que contabilizó a 1.895 centroamericanos. Los días posteriores la segunda caravana avanzó por el mismo recorrido que la primera, a través de Tapachula, Huixtla, Mapastepec y Pijijiapan, dirigida por Irineo Mújica, dirigente de la organización Pueblos sin Fronteras. Para el 9 de noviembre esta caravana se encontraba en Matías Romero (Oaxaca). Hasta ese momento, al menos 200 de sus miembros habían solicitado la repatriación.
El 12 de noviembre, la caravana llegó a la Ciudad de México, donde días atrás se había detenido la primera caravana. Se informó que a diferencia de la primera, esta se conformaba mayoritariamente por guatemaltecos y salvadoreños, y que el 90 % eran hombres y el resto mujeres y niños. Se alojaron en el estadio Jesús Martínez "Palillo", donde recibieron atención psicológica, médica y comida; y partieron de la ciudad el 16 de noviembre, despachados gratuitamente por un tren habilitado por las autoridades.

## Tercera caravana
Una tercera caravana de entre 150 y 300 salvadoreños salió de San Salvador, capital de El Salvador, el domingo 28 de octubre de 2018, también con el objetivo de llegar a Estados Unidos. Cruzó la frontera en La Hachadura y atravesó Guatemala, llegando a la mexicana Ciudad Hidalgo (Chiapas) el 30 de octubre. Fueron unos 250 migrantes salvadoreños quienes ingresaron al país mexicano a través del puente internacional Rodolfo Robles, de forma ordenada y legal, el 28 de octubre. El 9 de noviembre se encontraban en Tapachula, dispersos entre los que buscaban empleo y vivienda y los que continuaban su recorrido hacia Estados Unidos, y 4 días después se hallaban en Veracruz.

## Cuarta caravana
La cuarta caravana, o segunda caravana de migrantes salvadoreños, partió de San Salvador, El Salvador, el 31 de octubre de 2018, en dos grupos de 300 personas cada uno, Al día siguiente, esta atravesó la frontera salvadoreña en La Hachadura, llegando hasta la localidad guatemalteca de Jutiapa. Aunque otras fuentes indican que partieron cerca de 2.000 migrantes divididos en distintos grupos. Los migrantes penetraron la frontera mexicana cruzando por el río Suchiate, el viernes 2 de noviembre, mismo día en que 81 de ellos fueron detenidos y deportados. Los demás continuaron su camino adentrándose en México y llegaron a Tapachula, Chiapas, el 4 de noviembre.

## Quinta caravana
Una quinta caravana de unos 240 salvadoreños partió de ese país el 5 de noviembre de 2018, esta vez buscando cruzar la frontera a través de Las Chinamas.

## Sexta caravana
La noche del 14 de enero de 2019, otra caravana de alrededor de 500 hondureños partió de San Pedro Sula. La misma había sido convocada por redes sociales, desde principios de enero. El 18 de enero más 2.000 miembros de la misma entraron irregularmente a México, siendo resguardados por las autoridades, y 969 solicitaron asilo humanitario a ese país, de los cuales 145 eran menores de edad.